# NGC 5828
NGC 5828 је спирална галаксија у сазвежђу Волар која се налази на NGC листи објеката дубоког неба.
Деклинација објекта је + 49° 59' 36" а ректасцензија 15h 0m 45,9s. Привидна величина (магнитуда) објекта NGC 5828 износи 13,6 а фотографска магнитуда 14,3. NGC 5828 је још познат и под ознакама NGC 5828B, UGC 9658, MCG 8-27-51, CGCG 248-34, PGC 53618.